# Discographie de Kyary Pamyu Pamyu
Cette page répertorie les albums, les singles et les DVD qu'a sorti la chanteuse pop japonaise, Kyary Pamyu Pamyu ainsi que leur propre classement.

## Albums
| Année            | Albums | Oricon           | Ventes                                                            | Certifications                                                      |                  |                  |                  |                  |
| Album de reprise | Album de reprise | Album de reprise | Album de reprise                                                  | Album de reprise                                                    | Album de reprise | Album de reprise | Album de reprise | Album de reprise |
| ---------------- | --- | ---------------- | ----------------------------------------------------------------- | ------------------------------------------------------------------- | ---------------- | ---------------- | ---------------- | ---------------- |
| 2011             | Kayary Pamyu Pamyu no Ghibli Set (きゃりーぱみゅぱみゅのジブリセット) - Sortie : 8 juin 2011 - Label : Unborde / AsobiMusic - Formats : CD, CD+DVD, téléchargement légal | -                | -                                                                 | -                                                                   |                  |                  |                  |                  |
| Mini-album       | |                  |                                                                   |                                                                     |                  |                  |                  |                  |
| 2011             | Moshi Moshi Harajuku (もしもし原宿) - Sortie : 17 août 2011 - Label : Unborde - Formats : CD, CD+DVD, téléchargement légal                                               | 18e              | 25,684 (au total)                                                 |                                                                     |                  |                  |                  |                  |
| Albums studio    | |                  |                                                                   |                                                                     |                  |                  |                  |                  |
| 2012             | Pamyu Pamyu Revolution (ぱみゅぱみゅレボリューション) - Sortie : 23 mai 2012 15 mars 2013 - Label : Unborde - Formats : CD, CD+DVD, téléchargement légal                 | 2e               | 130 339 (total en 2012) 162 862 (total)                           | Or (+100,000 exemplaires)                                           |                  |                  |                  |                  |
| 2013             | Nanda Collection (なんだこれくしょん) - Sortie : 26 juin 2013 - Label : Unborde - Formats : CD, CD+DVD, téléchargement légal                                             | 1er              | 250 490 (total en 2013) 17 857 (total en 2014) 268 347 (au total) | Platine (+250,000 exemplaires) ; 19e meilleur album de l'année 2013 |                  |                  |                  |                  |
| 2014             | Pika Pika Fantajin (ピカピカふぁんたじん) - Sortie : 9 juillet 2014 - Label : Unborde - Formats : CD, CD+DVD (types A+B), téléchargement légal                           | 1er              | 70 256 (total en 2014)                                            | Or (+48,000 exemplaires)                                            |                  |                  |                  |                  |
| Compilation      | |                  |                                                                   |                                                                     |                  |                  |                  |                  |
| 2016             | KPP BEST - Sortie : 25 mai 2016 - Label : Unborde - Formats : 2 CD, 3 CD+DVD                                                                                             |                  |                                                                   |                                                                     |                  |                  |                  |                  |

## Singles
| Année                               | Singles | Oricon ou autres classements                                    | Ventes                                      | Certification                       |                                     |                                     |                                     |                                     |
| Singles numériques et promotionnels | Singles numériques et promotionnels | Singles numériques et promotionnels                             | Singles numériques et promotionnels         | Singles numériques et promotionnels | Singles numériques et promotionnels | Singles numériques et promotionnels | Singles numériques et promotionnels | Singles numériques et promotionnels |
| ----------------------------------- | --- | --------------------------------------------------------------- | ------------------------------------------- | ----------------------------------- | ----------------------------------- | ----------------------------------- | ----------------------------------- | ----------------------------------- |
| 2010                                | Miracle Orange (ミラクルオレンジ, "L'orange du miracle") - Sortie: 30 mars 2010 - Label : Universoul, Avex Distribution - Formats : téléchargement légal                                                                                               | ー                                                              | ー                                          | ー                                  |                                     |                                     |                                     |                                     |
| 2010                                | Loveberry (ラブベリー, "Baie de l'amour") - Sortie : 25 septembre 2010 - Label : Universoul, Avex Distribution - Formats : téléchargement légal | ー                                                              | ー                                          | ー                                  |                                     |                                     |                                     |                                     |
| 2011                                | Pon Pon Pon (PON PON PON ou PONPONPON) - Sortie : 20 juillet 2011 - Label : Unborde (Warner) - Formats : téléchargement légal | 6e au Japan Billboard Top Airplay 9e au Japan Billboard Hot 100 | ー                                          | - RIAJ : Platine                    |                                     |                                     |                                     |                                     |
| 2011                                | Jelly - Sortie : août 2011 - Label : Warner (Unborde) - Formats : téléchargement légal | ー                                                              | ー                                          |                                     |                                     |                                     |                                     |                                     |
| 2018                                | Kimi no Mikata (きみのみかた) - Sortie : 11 avril 2018 - Label : Unborde (Warner) - Formats : téléchargement légal - Type de single : Numérique | ー                                                              | ー                                          |                                     |                                     |                                     |                                     |                                     |
| Singles physiques                   | |                                                                 |                                             |                                     |                                     |                                     |                                     |                                     |
| 2012                                | Tsukema Tsukeru (つけまつける, "Mettre de faux cils") - Sortie : 11 janvier 2012 - Label : Unborde (Warner) - Formats : CD, CD+DVD, téléchargement légal                                                                                               | 7e                                                              |                                             | - RIAJ : Platine - RIAJ : Or        |                                     |                                     |                                     |                                     |
| 2012                                | Candy Candy (CANDY CANDY) - Sortie: 4 avril 2012 - Label: Unborde (Warner) - Formats : CD, CD+DVD, téléchargement légal - Type de single : physique | 8e                                                              |                                             | - RIAJ : Or                         |                                     |                                     |                                     |                                     |
| 2012                                | Fashion Monster (ファッションモンスター, "Monstre de la mode") - Sortie : 17 octobre 2012 - Label : Unborde (Warner) - Formats : CD, CD+DVD, téléchargement légal - Type de single : physique                                                          | 5e                                                              |                                             | - RIAJ : Platine                    |                                     |                                     |                                     |                                     |
| 2013                                | Kimi ni 100 Percent / Furisodeshon (キミに100パーセント/ふりそでーしょん, "100% pour toi / Furisode") - Sortie : 30 janvier 2013 - Label : Unborde (Warner) - Formats : CD, CD+DVD, téléchargement légal - Type de single : physique                   | 3e                                                              |                                             | - RIAJ : Or                         |                                     |                                     |                                     |                                     |
| 2013                                | Ninja Re Bang Bang (にんじゃりばんばん) - Sortie: 20 mars 2013 - Label: Unborde (Warner) - Formats: CD, CD+DVD, téléchargement légal - Type de single : physique                                                                                       | 3e                                                              | 26 648 (première semaine) 51 218 (au total) | - RIAJ : 2× Platine - RIAJ : Or     |                                     |                                     |                                     |                                     |
| 2013                                | Invader Invader (インベーダーインベーダー, "Envahisseur, envahisseur") - Sortie : 25 mai 2013 - Label : Unborde (Warner) - Formats: CD, CD+DVD, téléchargement légal - Type de single : physique                                                       | 6e                                                              | 16 460 (première semaine) 25 151 (au total) | - RIAJ : Platine                    |                                     |                                     |                                     |                                     |
| 2013                                | Mottai Night Land (もったいないとらんど, "Terre nocturne gaspillée") - Sortie : 6 novembre 2013 - Label : Unborde (Warner) - Formats : CD, CD+DVD, téléchargement légal - Type de single : physique                                                    | 8e                                                              | 14 813 (première semaine) 29 583 (au total) | - RIAJ : Or                         |                                     |                                     |                                     |                                     |
| 2014                                | Yume no Hajima-Ring Ring (ゆめのはじまりんりん, "Sonnerie de commencement d'un rêve") - Sortie : 26 février 2014 - Label : Unborde (Warner) - Formats : CD, CD+DVD, téléchargement légal - Type de single : physique                                   | 11e                                                             | 12 378 (première semaine) 17 545 (au total) |                                     |                                     |                                     |                                     |                                     |
| 2014                                | Family Party (ファミリーパー, « Fête familiale ») - Sortie : 16 avril 2014 - Label : Unborde (Warner) - Formats : CD, CD+DVD, téléchargement légal - Type de single : physique                                                                         | 2e                                                              | 15 762 (première semaine) 19 436 (au total) |                                     |                                     |                                     |                                     |                                     |
| 2014                                | Kira Kira Killer (きらきらキラー, « Tueur brillant ») - Sortie : 11 juin 2014 - Label : Unborde (Warner) - Formats : CD, CD+DVD, téléchargement légal - Type de single : physique                                                                      | ー                                                              | 7 777 (en tant qu'édition limitée)          |                                     |                                     |                                     |                                     |                                     |
| 2015                                | Mondai Girl (もんだいガール, « Fille à problèmes ») - Sortie : 18 mars 2015 - Label : Unborde (Warner) - Formats : CD, CD+DVD, téléchargement légal - Type de single : Physique                                                                        | 6e                                                              | 16 032 (première semaine) 19 457 (au total) |                                     |                                     |                                     |                                     |                                     |
| 2015                                | Crazy Party Night ~Pumpkin no Gyakushū~ (ぱんぷきんの逆襲, « Fête nocturne déjantée ~La vengeance de la citrouille~ ») - Sortie : 2 septembre 2015 - Label : Unborde (Warner) - Formats : CD, CD+DVD, téléchargement légal - Type de single : Physique | 12e                                                             | 7 677 (première semaine) 13 138 (au total)  |                                     |                                     |                                     |                                     |                                     |
| 2016                                | Sai & Co (最＆高, « Top & Meilleur ») - Sortie : 20 avril 2016 - Label : Unborde (Warner) - Formats : CD, CD+DVD, téléchargement légal - Type de single : Physique                                                                                     | 16e                                                             | 5 009 (première semaine) 7 576 (au total)   |                                     |                                     |                                     |                                     |                                     |
| 2016                                | Easta (良すた, « C'est d'accord ») - Sortie : 5 avril 2017 - Label : Unborde (Warner) - Formats : CD, CD+DVD, téléchargement légal - Type de single : Physique                                                                                         | 15e                                                             | 4 440 (première semaine) 5 411 (au total)   |                                     |                                     |                                     |                                     |                                     |

## Divers

### Bandes originales
| Année | Single | Positions (classement) | Album |
| Année | Single | JPN Hot 100            | Album |
| ----- | --- | ---------------------- | --- |
| 2013  | Kimi ni 100 Percent - Format : physique - Produit par : Yasutaka Nakata                                    | 2                      | Crayon Shin-chan: Very Tasty! B-class Gourmet Survival!! (クレヨンしんちゃん: バカうまっ！ Ｂ級グルメサバイバル！！) |
| 2013  | Into Darkness - Format : téléchargement légal - Produit par : J. J. Abrams, Charles Scott, Yasutaka Nakata | —                      | Star Trek Into Darkness: Music from the Motion Picture                                                               |
| 2014  | Family Party - Format : physique - Produit par : Yasutaka Nakata                                           | —                      | Crayon Shin-chan: Serious Battle! Robot Dad Strikes Back (クレヨンしんちゃん ガチンコ!逆襲のロボ とーちゃん)         |
| 2014  | Mondai Girl - Format : Physique - Produit par : Yasutaka Nakata                                            | —                      | Mondai no Aru Restaurant (問題のあるレストラン)                                                                      |

### DVDs et Blu-rays
| Kyary Pamyu Pamyu TV John! (きゃりーぱみゅぱみゅテレビJOHN!) | - Released: 6 juin 2012 - Format: DVD                                               | 79 |
| Kyary Pamyu Pamyu TV John! Vol.2 (きゃりーぱみゅぱみゅテレビJOHN! VOL.2)                                                                                            | - Sorti le: 19 décembre 2012 - Format: DVD                                          | -  |
| Live |                                                                                     |    |
| DOKIDOKI WAKUWAKU PAMYU PAMYU REVOLUTION LAND 2012 IN KIRAKIRA BUDOKAN (日本語タイトル: ドキドキワクワク ぱみゅぱみゅレボリューションランド 2012 in キラキラ武道館) | - Sorti le: 13 février 2013 - Format: DVD (éditions régulière et limitée),, Blu-ray | 5  |
| 100%KPP WORLD TOUR 2013 OFFICIAL DOCUMENTARY | - Sorti le: 29 janvier 2014 - Format: DVD, Blu-ray                                  | -  |
| Kyary Pamyu Pamyu no Magical Wonder Castle (きゃりーぱみゅぱみゅのマジカルワンダーキャッスル)                                                                       | - Sorti le: 11 juin 2014 - Format: DVD, Blu-ray                                     | -  |
| KPP 2014 JAPAN ARENA TOUR Kyary Pamyu Pamyu no Colourful Panic TOY BOX                                                                                              | - Sorti le: 10 juin 2015 - Format: DVD, Blu-ray                                     | -  |
| KPP MV01 (Compilation de clip musical) | - Sorti le: 30 septembre 2015 - Format: DVD, Blu-ray                                | -  |

### Filmographie et radio
| Année          | Titre                            | Rôle             | Réseau                     | Notes                                     |            |            |            |            |
| Télévision     | Télévision                       | Télévision       | Télévision                 | Télévision                                | Télévision | Télévision | Télévision | Télévision |
| -------------- | -------------------------------- | ---------------- | -------------------------- | ----------------------------------------- | ---------- | ---------- | ---------- | ---------- |
| 2011           | Kyary Pamyu Pamyu TV John!       | Elle-même/ Host  | Nagoya TV                  | Émission japonaise                        |            |            |            |            |
| 2011 - présent | SPACE SHOWER Area                | Elle-même/ VJ    | SPACE SHOWER TV            | Programme sur la musique                  |            |            |            |            |
| 2012 - présent | Catherine, the third             | Elle-même / Host | Kansai TV                  | Émission japonaise                        |            |            |            |            |
| 2012           | Kazoku no Uta                    | Elle-même        | Fuji TV                    | Drama/ 1 épisode                          |            |            |            |            |
| 2013           | Crayon Shin-chan                 | Elle-même        | TV asahi                   | Voix                                      |            |            |            |            |
| Cinéma         |                                  |                  |                            |                                           |            |            |            |            |
| 2013           | Kyary Pamyu Pamyu Movie          | Elle-même        | Film                       | Documentaire                              |            |            |            |            |
| 2014           | Kyary Pamyu Pamyu Cinema JOHN!   | Elle-même        | Film                       |                                           |            |            |            |            |
| Radio          |                                  |                  |                            |                                           |            |            |            |            |
| 2012 - présent | Kyary Pamyu Pamyu Way Way Radio! | Elle-même/ Host  | TBS Radio & Communications | Une partie de l'émission de radio Kakiiin |            |            |            |            |
| Autres         |                                  |                  |                            |                                           |            |            |            |            |
| 2012 - 2013    | DAM CHANNEL!                     | Elle-même/ MC    | CLUB DAM                   | Karaoke system program                    |            |            |            |            |
| 2012 - présent | HARAJUKU KAWAii!! TV             | Elle-même        | HARAJUKU KAWAii!! TV,      | Chaîne YouTube/ blog                      |            |            |            |            |

### Concerts
Au Japon
- Pamyu Pamyu Revolution Tour (2012)
- Hall Tour 2013 (2013)
- Pika Pika Fantajin Tour: Kyary Pamyu Pamyu no Kumo no Ue no HEAVEN’S DOOR
- Colorful panic TOY BOX (からふるぱにっくTOY BOX?) (2014)
- Crazy Party Night 2015 (2015)

International
- 100%KPP World Tour (2013)
- Nanda Collection World Tour 2014 (2013 - 2014)
  - Concert au Bataclan, France (avril 2014)
- KPP 5iVE YEARS MONSTER WORLD TOUR 2016

### Événements passés
Apparitions et tournée de Kyary en Amérique
- 13 février 2014 - Apparition à Seattle, Washington, États-Unis
- 15 février 2014 - Apparition à San Francisco, Californie, États-Unis
- 16 février 2014 - Apparition à Los Angeles, Californie, États-Unis
- 5 mars 2014 - Tournée Nanda Collection World Tour 2014 à Chicago, Illinois, États-Unis
- 7 mars 2014 - Apparition à Toronto, Canada
- 8 mars 2014 - Apparition à New York, État de New York, États-Unis

## Clips vidéo
| Titre                                   | Directeur       | Album                  | Année |
| --------------------------------------- | --------------- | ---------------------- | ----- |
| PONPONPON                               | Jun Tamukai     | Moshi Moshi Harajuku   | 2011  |
| Tsukema Tsukeru                         | Jun Tamukai     | Pamyu Pamyu Revolution | 2012  |
| Candy Candy                             | Jun Tamukai     | Pamyu Pamyu Revolution | 2012  |
| Fashion Monster                         | Jun Tamukai     | Nanda Collection       | 2012  |
| Furisodeshon                            | Jun Tamukai     | Nanda Collection       | 2013  |
| Ninja Re Bang Bang                      | Jun Tamukai     | Nanda Collection       | 2013  |
| Invader Invader                         | Jun Tamukai     | Nanda Collection       | 2013  |
| Mottai Night Land                       | Jun Tamukai     | Pika Pika Fantajin     | 2013  |
| Yume no Hajima-Ring Ring                | Jun Tamukai     | Pika Pika Fantajin     | 2014  |
| Family Party                            | Jun Tamukai     | Pika Pika Fantajin     | 2014  |
| Kira Kira Killer                        | Jun Tamukai     | Pika Pika Fantajin     | 2014  |
| Mondai Girl                             | Jun Tamukai     | KPP BEST               | 2015  |
| Crazy Party Night ~Pumpkin no Gyakushū~ | Yusuke Tanaka   | KPP BEST               | 2015  |
| Sai & Co                                | Hideyuki Tanaka | KPP BEST               | 2016  |
| Harajuku Iyahoi                         | Hideyuki Tanaka |                        | 2017  |
| Easta                                   | Eri Sawatari    |                        | 2017  |
| Kimino Mikata                           | Jun Tamukai     | 2018                   |       |